# Лиора Фадлон
Лиора Фадлон Симон (хебр. ליאורה סימון; романизовано Liora Simon Fadlon; Ашкелон, 1970) израелска је певачица.

## Биографија
Музиком је интензивније почела да се бави 1989, као деветнаестогодишња девојка, преселивши се у Гиватајим, а прве јавне наступе имала је током слуђења војног рока у Војсци Израела наступајући за војнички музички састав. Први студијски албум, који је објавила 1994. за издавачку кућу Hed Arzi Music, уврштен је међу десет најбољих албума те године у Израелу. 
Године 1995. победила је на националном фестивалу Кдам са песмом Amen поставши тако јубиларним двадесетим представником Израела на Песми Евровизије. Лиора је на Евросонгу који је те године одржан у ирском Даблину у конкуренцији 23. земље заузела укупно осмо место са 81 бодом. 
Други студијски албум под називом Срећа и туга објавила је 1996, а потом су уследили и албуми Љубав је божанствена из 1999. и Моја домовина из 2001. године. 
У периоду 2004−2006. живела је и радила у Аргентини, где је, између осталих, сарађивала и са чувеном аргентинском етно певачицом Мерседес Соса. 